# Lapurdija
Lapurdija (baskijski: Lapurdi, francuski naziv: Labourd, izvorno latinski: Lapurtum, gaskonjski:Labord), je povijesna baskijska i francuska pokrajina. Danas se nalazi u sastavu francuskog departmana Atlantski Pireneji.

## Povijest
U antičko doba Lapurdija je bila naseljena pripadnicima akvitanskog plemena Tarbelli.
Lapurdija dobila ime po gradu-luci Lapurtum iz rimskog doba. Lapurtum je izrastao u današnju Bajonu.
U srednjem vijeku bila je dio vojvodstva Vasconije  (Wasconia), koje je naposljetku dobilo ime Gaskonja. Godine 844. vikinški pljačkaši osvojili su Bajonu, gdje je uspostavljena baza za njihove provale. Oni su bili protjerani godine 986., ostavljajući naslijeđe pomorstva i pomorske struke Lapurdiji i ostatku obalnog područja Baskije. 
Godine 1020. vojvoda Sancho VI. proširio je nadležnost nad Lapurdijom te teritorijem koji je kasnije postao poznat kao Donja Navara, za kralja Sancha III. Velikog od Navare. Monarh je proglasio vikontijom godine 1023., imenujući za vikonta čovjeka zvanog Lupo Sancho, rođaka gaskonjskog vojvode. Taj teritorij je uključivao svu modernu Lapurdiju te moguće i dijelove Navare sjeverno od rijeke Bidasoa.
Godine 1125., Bajoni je darovana sloboda odlukom vojvode Vilima IX od Akvitanije. Između 1130. – 1131.,kralj Alonso Bojovnik od Aragona i Navare napao je Bajonu zbog spora oko nadležnosti s akvitanskim vojvodom, Vilimom X. Svetim.
Lapurdijom je izravno vladao, između 1169 i 1199, Rikard Lavljega srca, koji je Bajoni dao drugu povelju godine 1174. te, godine 1175 dao je trgovcima ovog grada povrat sredstava koja su plaćali za cestarinu za Poitou, Akvitaniju i Gaskonju. To je uzrokovalo ustanak Gaskonaca i Baska (uključujući Lapurdijce van Bajone) ali Rikard je ugušio ustanak.
Rikard se oženio Navareškom princezom po imenu Berenguela godine 1191., što je pogodovalo trgovini između Navare i Bajone (kao i Engleske). Ovim brakom je također utvrđena nadležnost nad prijenosom robe koja je ujedno i oblikovala granice Sjeverne Baskije:Donja Navara je naposljetku anektirana u sastav Navare,dok su Lapurdija i Zuberoa ostale dijelom Akvitanije. Ovaj ugovor je službeno potvrđen godine 1193. u obliku prodaje prava od strane legitimnih vikonta od Lapurdije, koji su osnovali svoje sjedište u gradu Ustaritzu. Ustaritz je otad bio glavni grad Lapurdije, umjesto Bajone, do ukidanja pokrajine godine 1798.
Engleski kralj Ivan I., dao je Bajoni općinski zakonik, kojim su ustanovljene dužnosti gradonačelnika,12 porotnika, 12 vijećnika te 75 savjetnika.
Lappurdija je prešla u francuske ruke godine 1451., malo prije kraja stogodišnjeg rata. Otada pa do francuske revolucije Lapurdija je uživala široku autonomiju unutar Francuske.
Godine 1610. Lapurdija je doživjela veliki lov na vještice pod vodstvom suca Pierrea de Lancrea, koji je rezultirao s oko 70 žrtava spaljenih na lomači.
Godine 1798., novostvorena Francuska republika, sa svojim centraliziranim jakobinskim idealima, ukinula je postojeće povijesne pokrajine, uključujući Lapurdiju, uključujući ih u novostvoreni departman Atlantski Pireneji  skupa s Bearnom.
U posljednjih nekoliko desetljeća bilo je nekoliko peticija s molbom za odvajanjem iz Bearna i stvaranjem jednog baskijskog departmana, zajedno s druge dvije povijesne baskijske pokrajinama Donja Navarra i Zuberoa. Iako ove peticije su gotovo univerzalno podupirane unutar Lapurdije i ostatka Baskije bivaju ignorirani od strane francuske vlade.

## Klima i reljef
U Lapurdiji vlada blaga oceanska klima (prosječna temperatura: 4 do 12 ° u zimskim mjesecima, 16 do 24 ° ljeti). Teren je brdovit.
Glavne 4 rijeke koje protječu kroz Lapurdiju su:
- Adour (Aturri)
- Nive (Errobi)
- Nivelle (Urdazuri)
- Bidassoa (Bidasoa)

## Pomorske aktivnosti
Lapurdija, poput drugih obalnih krajeva Baskije, je igrala važnu ulogu u ranim europskim istraživanjima Atlantika. 
Najraniji dokument (račun) koji spominje kitovo ulje i riblje ulje datira iz 670. godine. Godine 1059. Lapurdijski kitolovci su već davali vikontu ulje prve uhvaćene životinje. Izgleda da Baski nisu voljeli okus kitova, ali su napravili unosan posao prodajući njihovo meso Francuzima, Kastilijancima i Flamancima. Baskijski kitolovci su u tu svrhu koristili dugačke čamce kojima je bilo moguće loviti samo u blizini obale ili velikog broda.
Čini se da je ova industrija, zajedno s lovom na bakalare, bilo to što je baskijske moreplovce dovelo do Sjevernog mora te možda čak i do Newfoundlanda. Baskijski izlov kitova na Newfoundlandu i Labradoru započet je 1530-ih. Do bar 17-og stoljeća, baskijski kitolovci su dosegli Island.
Razvoj kormila u Europi je izgleda također baskijski tj. lapurdijski izum. Brodovi s tri jarbola pojavljuju se na freskama iz Estelle (Navara), iz 12-og stoljeća, pečati sačuvani u navareškim i pariškim povijesnim arhivama također prikazuju slične brodove. Samo kormilo je u prvim izvorima spominjano kao upravljač   "a la Navarraise" ili "a la Bayonaise".
Nakon što je Navara izgubila gradove Donostia i Hondarribia, koji su 1020. pripali Kastiliji, potpisan je sporazum s Bajonom kojim je taj grad proglašen "lukom Navare" za razdoblje oko 3 stoljeća. Uloga se proširila također u Ranom novom vijeku, kad je Navara bila anektirana od strane Kastilije (iako su obe pokrajine zadržale autonomiju).

## Jezici
- francuski: kao u ostatku Francuske je jedini službeni jezik, a trenutno se najviše govori u narodu .
- baskijski : vernakular u većini Lapurdije. Danas se njime služi oko 26 % stanovništva. Taj se postotak smanjuje na 17% u urbanoj zajednici BAB ( Bajona- Anglet - Biarritz) jer je to urbano područje (prevlast francuskog u urbanim područjima je značajna) i regiji Donji Ador gdje se također govori gaskonski - a povećava se na 44 % stanovništva u ostatku teritorija. Nema službeni status poput francuskog, jer francuski zakon ne predviđa uporabu drugih službenih jezika. U Lapurdiji se govori lapurdijski dijalekt, koji je sasvim blizu standardnog jedinstvenog baskijskog. Lapurdija je dom školi Sara, jednoj od prvih epizoda procvata pisanog baskijskog, u književnosti sedamnaestog stoljeća.
- Gaskonjski : romanski narodni jeziku u Donjem Aduru(Bajona, Anglet, Boucau), koji je tradicionalno u suživotu s baskijskim. U urbanom području BAB govori ga 16 % stanovništva. U Bajoni, prometni znakovi su trojezični (francuski, baskijski i gaskonski). Gaskonski je uživao dobro zdravlje sve do Drugog svjetskog rata kada je ubrzo zamijenjen francuskim.[1]
- španjolski: govori se osobito uz granicu sa Španjolskom (Hendaye), gdje značajan postotak populacije dolazi iz Gipuskoe.

## Podjela
Unutar Lapurdije nalaze se sljedeće općine ("udalerriak"). Prvo su navedeni službeni francuski nazivi. Nazivi na baskijskom ili gaskonjskom su navedeni u zagradama.
| - Ahetze (Ahetze) - Ainhoa (Ainhoa) - Anglet (Angelu) - Arbonne (Arbona) - Arcangues (Arrangoitze) - Ascain (Azkaine) - Bardos (Bardoze) - Bassussarry (Basusarri) - Bayonne (Baiona) - Biarritz (Miarritze) - Bidart (Bidarte) - Biriatou (Biriatu) - Bonloc (Lekuine) - Boucau (Bokale) - Briscous (Beskoitze) - Cambo-les-Bains (Kanbo) - Ciboure (Ziburu) - Espelette (Ezpeleta) - Guéthary (Getaria) - Guiche (Gixune) - Halsou (Haltsu) | - Hasparren (Hazparne) - Hendaye (Hendaia) - Itxassou (Itsasu) - Jatxou (Jatsu) - Lahonce (Lahuntze) - Larressore (Larresoro) - Louhossoa (Luhuso) - Macaye (Makea) - Mendionde (Lekorne) - Mouguerre (Mugerre) - Saint-Jean-de-Luz (Donibane Lohitzun) - Saint-Pée-sur-Nivelle (Senpere) - Saint-Pierre-d'Irube (Hiriburu) - Sare (Sarako Herria) - Souraïde (Zuraide) - Urcuit (Urketa) - Urrugne (Urruña) - Urt (Ahurti) - Ustaritz (Uztaritze) - Villefranque (Milafranga) |

Općine su grupirane po 6 županija kako je navedeno na slici i obojano različitim bojama. Svaka županija ("eskualde") sastoji se od nekoliko općina("udalerri") .